# Myrotoxin B
Myrotoxin B ist ein Mykotoxin (Schimmelpilzgift) aus der Gruppe der makrocyclischen Trichothecene. Es entsteht als Stoffwechselprodukt des Pilzes Myrothecium roridum.